# Hưng Nghĩa, Hưng Nguyên
Hưng Nghĩa là một xã thuộc huyện Hưng Nguyên, tỉnh Nghệ An, Việt Nam.

## Địa lý
Xã Hưng Nghĩa nằm ở phía nam huyện Hưng Nguyên, có vị trí địa lý:
- Phía đông giáp xã Hưng Mỹ và xã Hưng Phúc
- Phía tây giáp xã Xuân Lam
- Phía nam giáp xã Hưng Thành
- Phía bắc giáp xã Hưng Tân và xã Hưng Thông.

Xã Hưng Nghĩa có diện tích 8,40 km², dân số năm 2018 là 6.900 người, mật độ dân số đạt 821 người/km².
Đường giao thông của xã tương đối thuận lợi, có tỉnh lộ 8B và đường sắt Bắc - Nam chạy qua.

## Hành chính
- Xã Hưng Nghĩa gồm các thôn xóm: Xóm 1 đến Xóm 7

## Lịch sử
Địa bàn xã Hưng Nghĩa hiện nay trước đây vốn là xã Trung Mâu thuộc huyện Hưng Nguyên.
Trước Cách mạng tháng Tám, xã Trung Mâu thuộc tổng Thông Lãng, phủ Hưng Nguyên, tỉnh Nghệ An, gồm có các làng: Đồng, Long Đống, Đức Hậu, Văn Xá, Nam Thịnh, Thân Thượng.
Ngày 18 tháng 12 năm 1953, xã Trung Mâu chia thành 2 xã: Hưng Tiến, gồm các làng Long Đống, Đại Đồng, Đức Hậu và làng Thôn Cầu của xã Thông Lãng; Hưng Thắng, gồm làng Nam Thịnh (xóm 17), Văn Xá (xóm 16), Thân Thượng (các xóm 19, 18, 20).
Trước khi sáp nhập, xã Hưng Tiến có diện tích 3,90 km², dân số là 3.100 người, mật độ dân số đạt 795 người/km², gồm 7 xóm: 1, 2 (làng đại Đồng), 3, 4 (làng Long Đống), 5 (làng Đức Hậu), 6, 7 (làng Thôn Cầu). Xã Hưng Thắng có diện tích 4,50 km², dân số là 3.800 người, mật độ dân số đạt 844 người/km².
Ngày 17 tháng 12 năm 2019, Ủy ban Thường vụ Quốc hội ban hành Nghị quyết 831/NQ-UBTVQH14 về việc sắp xếp các đơn vị hành chính cấp xã thuộc tỉnh Nghệ An (nghị quyết có hiệu lực từ ngày 1 tháng 1 năm 2020). Theo đó, sáp nhập toàn bộ diện tích và dân số của hai xã Hưng Tiến và Hưng Thắng thành xã Hưng Nghĩa.

## Di tích
Một phần của Rú Thành thuộc địa bàn xã Hưng Nghĩa, là một ngọn núi đẹp và thơ mộng. Nơi đây là vùng đất đã xảy ra nhiều trận đánh giải phóng thành Nghệ An của cuộc khởi nghĩa Lam Sơn. Trên núi vẫn còn thành được xây bằng đá ong khá đẹp, có ngôi mộ cổ của cụ Trần Dĩnh Xuyên từ thế kỷ 17 là cụ tổ của họ Trần ở làng Long Đống, xã Hưng Nghĩa.
Trước đây Hưng Nghĩa có rất nhiều đình, đền, miếu mạo rất linh thiêng. Tuy nhiên sau cải cách ruộng đất và chiến tranh tàn phá nên hầu như không còn dấu vết. Hiện nay đã khôi phục lại Đền Đức Ông thuộc xóm 1,2 và Nhà thời họ Nguyễn đại tôn thuộc xóm 2, hai di tích này được ủy ban nhân dân tỉnh Nghệ An là công nhận là Di tích lịch sử văn hóa cấp tỉnh. Riêng về đền thành hoàng làng Thôn cầu thuộc 2 xóm 6, 7 đã được khôi phục ngay trên diện tích ngôi đền xưa, đây là ngôi đền linh thiêng được đánh giá là bậc nhất trong xã trước đây.Nếu nắng hạn lâu ngày lập đàn tại đèn cầu mưa mưa sẽ đến... Tục truyền trước đây ai đi qua đền cũng phải cởi mũ, nón và cúi chào. Nếu ai đi qua mà xấc láo sẽ bị đau bụng ngay. Tuy nhiên do điều kiện của đất nước trước đây ngôi đền phải tháo dỡ để làm trụ sở UBND xã (Nay chuyển làm nhà văn hóa xóm 4), nên các đồ dùng, sắc phong không còn nữa, mặc dầu cơ sở vật chất đã được tôn tạo, nhân dân đến hành lễ rất đông, nhưng rất khó khăn để thẩm định công nhận di tích. Ngoài ra hiện nay tại làng đức hậu (xóm 5) nhân dân đã khôi phục ngôi Đền chùa tại khu vực giếng chùa trước đây. Sở dĩ xóm gọi tên là đền chùa vì xóm đã rước cả sắc phong của đền rú voi kết hợp sắc phong của chùa Đức Hậu cùng thờ trong cùng một ngôi nhà,trong một địa điểm là giếng chùa. Đền rú voi trước đây rất linh thiêng, tục truyền rằng trước đây một nhà vua dẫn quân đi qua làng không may voi của nhà vua bị mắc lầy. Mặc dầu đã được nhân dân và quân lính bằng mọi cách để giải cứu voi, tuy nhiên càng giúp voi càng lầy. Được nhân dân mách bảo nhà vua đến ngôi đền gần đó thắp hương cầu khấn, lạ kỳ trong lúc nhân dân và quân lính mệt nhừ đang ngồi nghỉ thì chú voi đột nhiên vươn đứng lên và thoát lầy như có sức mạnh siêu nhiên nâng đỡ. Trước sự linh thiêng đó nhà vua khâm phục và đặt tên ngôi đền đó là đền rú voi và ban tặng nhiều sắc phong đến nay còn lưu trữ. Ngôi đền chùa này sau khi tôn tạo cũng chưa được thẩm định để công nhận di tích.

## Văn hóa

### Danh nhân
Họ Trần làng Long Đống ở xã Hưng Nghĩa có Thủy tổ là cụ Trần Dĩnh Xuyên quê ở Hà Tĩnh, đến dạy học ở Hưng Nguyên từ thế kỷ 17. Họ có truyền thống hiếu học và thông minh. Cụ Trần Văn Song đậu Cử nhân năm 1888. Cháu cụ là Giáo sư Trần Văn Hạo, Tiến sĩ toán học nổi tiếng của Việt Nam, PGS TS toán học Trần Văn Hãn, tiến sĩ toán Trần Văn Triển. Cụ Trần Đệ là cán bộ Lão thành cách mạng làm đến chức Bí thư Tỉnh uỷ Ninh Thuận, sau đó là Phó Bí thư tỉnh Thuận Hải cũ (Bình Thuận & Ninh Thuận). Họ này được đưa và danh sách những dòng họ nổi tiếng ở Hưng Nguyên của tác giả Thái Huy Bích.
Ngoài ra ở xã còn có ông Nguyễn Xuân Đường hiện là phó bí thư tỉnh ủy, chủ tịch ủy ban nhân dân tỉnh Nghệ An, ông Trần Xuân Trung là chủ tịch ủy ban nhân dân huyện Hưng Nguyên, ông Nguyễn Thế Trâm là ủy viên HĐND tỉnh người có nhiều ảnh hưởng trên địa bàn tỉnh Nghệ An, có cầu thủ bóng đá là tiền đạo Phạm Văn Quyến, Hồ Tuấn Tài khá nổi tiếng của câu lạc bộ bóng đá Sông Lam Nghệ An và là tuyển thủ quốc gia.

### Huyền tích thành hoàng làng Long Đống
Truyền rằng: Từ thuở hồng hoang, vua Hùng tài kỳ thao lược. Sông núi yên bình, nhà nhà yên ổn làm ăn. Làng Long Đống xưa kia đất đai bằng phẳng, không có kênh rạch, sông ngòi gì chạy qua, nằm dưới rú Rum nên dân làng quen gọi là làng Rum. Đến năm Canh Thân, bỗng nhiên tiết trời thay đổi, mấy tháng trời không có một giọt mưa. Trời không mưa, lại có gió phơn Tây Nam làm cho thời tiết ngày càng trở nên nóng nực, cây cối héo khô, đồng ruộng nứt nẻ, dân chúng lầm than, nhiều người phải bỏ nhà đi tha phương cầu thực. Một hôm có ông thầy địa lý đi qua nói với dân làng rằng làng này đang bị yêu tinh từ trên trời trốn xuống quấy nhiễu dân gian.
Một hôm, bầu trời càng trở nên ngột ngạt, không khí nóng nực, cả làng tự bốc cháy, khói cao nghi ngút, dân làng không biết lấy nước đâu để dập lửa, lòng dân hoang mang cực độ. Nhiều người quỳ lạy xin thánh thần cứu giúp. Trong lúc hành lễ bỗng dưới đất chui lên một con rồng khổng lồ bay lên cao rồi hóa thành một cụ già râu tóc bạc phơ, tay cầm gậy trúc, cất tiếng nói sang sảng: " Ta là Long thần người nhà trời, phụng mệnh ngọc đế xuống hạ dưới cứu nạn cho dân". Nói xong, cụ lại hóa thành rồng phun trào dòng nước dập tắt đám cháy trong nháy mắt. Dòng nước phun tuôn trào làm cho đồng ruộng và nhà cửa mát mẻ, sự sống như được hồi sinh. Dân làng mừng rỡ cúi lạy tạ trời đất thánh thần đã giúp dân làng thoát nạn. Nơi rồng từ dưới đất chui lên đã trở thành một dãy ao lớn chạy dài từ đầu làng tới cuối làng, quanh năm đầy nước, không khi nào khô cạn tạo cho bầu không khí mát mẻ cho mùa hạ, ấm áp vào mùa đông, người ta gọi đó là Long mạch, sau này không được san lấp. Từ đó dân đặt tên là làng "Long Đống" trong đó "Long 龍" nghĩa là " rồng", " đống 棟" nghĩa là "trụ, nơi, chỗ", tức là trụ rồng, là long cốt. Vì thế sau này trở đi dân làng quen gọi là làng Long Đống. Dân làng mang ơn Long thần giúp đỡ nên cùng nhau xây dựng miếu thờ ngay tại đền làng để thờ thần Long Đống, coi ngài là thành hoàng làng, ngày đêm hương khói phụng thờ. Hàng năm cứ đến rằm tháng bảy, dân làng lại tổ chức làm lễ giáng thần.
Khoảng cuối đời Trần, giặc Chiêm hay ra cướp phá Nghệ An, tuy nhiên dân làng Long Đống vẫn bình an. Các tướng Trần ra đi bình Chiêm, mỗi khi qua làng Long Đống đều ghé vào đền thần Long Đống thắp hương cầu nguyện thì cứ y như rằng luôn mang đại thắng trở về.
Khi giặc Minh đô hộ nước ta, Trương Phụ cho xây thành Nghệ An trên Rú Rum, sau đó dân quen gọi là Rú Thành (hay là Lam Thành Sơn). Trương Phụ đứng trên thành nhìn về phía làng Long Đống thấy khí tụ ngất trời bèn cho thuộc hạ của mình là Phương Chính đến dò la tin tức. Khi Phương Chính đến nơi thì thấy đây là có ngôi đền thờ thần Long Đống nên hắn sai người phá đền. Nói dứt lời thì Phương Chính đang ngồi trên ngựa tự nhiên ngã xuống đất bất tỉnh, thuộc hạ của hắn phải mang hắn trở về trại và từ đó không dám phá đình nữa. Sau này nhờ âm phù của thần làng Long Đống cho nên Lê Lợi mới nhanh chóng giải phóng Nghệ An, rồi tiến ra Bắc giải phóng hoàn toàn đất nước.
Cuối nhà Hậu Lê, Lê Chiêu Thống chạy sang Trung Quốc, cầu viện hoàng đế nhà Thanh là Càn Long. Năm 1788, Càn Long sai Tổng đốc Lưỡng Quảng Tôn Sĩ Nghị chỉ huy 29 vạn quân Thanh hộ tống Lê Chiêu Thống về Đại Việt với danh nghĩa "phù Lê", vào chiếm đóng Thăng Long. Quân Tây Sơn do Đại tư mã Ngô Văn Sở, theo mưu kế của Ngô Thì Nhậm, Phan Huy Ích và các mưu thần khác, chủ động rút quân về đóng ở Tam Điệp - Biện Sơn cố thủ chờ lệnh. Nghe tin báo, ngày 25 tháng 11 năm Mậu Thân (22 tháng 12 năm 1788), Nguyễn Huệ xuất quân tiến ra Bắc Hà. Để lấy danh nghĩa chính thống, Nguyễn Huệ lên ngôi Hoàng đế, lấy niên hiệu Quang Trung. Ngày 29 tháng 11 năm Mậu Thân (26 tháng 12 năm 1788), đại quân của hoàng đế Quang Trung tới Nghệ An, dừng quân tại đó hơn 10 ngày để tuyển quân và củng cố lực lượng, nâng quân số lên tới 10 vạn, tổ chức thành 5 đạo quân: tiền, hậu, tả, hữu và trung quân, ngoài ra còn có một đội tượng binh gồm 200 voi chiến. Khi qua thành Nghệ An, Quang Trung sắm sửa lễ vật đến đền thần Long Đống để cầu nguyện. Vào trong đình Quang Trung thắp hương chắp tay khấn rằng: " Con là Hồ Thơm, tổ tiên 4 đời nhà con người huyện này, hôm nay vua tôi nhà Lê bạc nhược đưa giặc về giày xéo mồ mả ông cha, vì việc nước con gắng nhọc công, kính mong Long thần phù hộ cho chúng con mang quân chiến thắng trở về". Cầu xong, trong lòng Quang Trung thấy trong người mình như có một sức mạnh vô biên, ông tổ chức lễ duyệt binh ngay tại Nghệ An để khích lệ tinh thần và ý chí quyết chiến, quyết thắng của tướng sĩ đối với quân xâm lược Mãn Thanh. Ngay sau lễ duyệt binh, Quang Trung tiến quân ra Bắc Hà trong vòng 6 ngày từ ngày 30 đến mồng năm tết, đại quân của Quang Trung đã tiêu diệt hoàn toàn 29 vạn quân địch sớm hơn dự kiến.
Năm Ất Hợi, Gia Long thứ 14 (1815), một đêm người gác đền nằm mộng thấy có một ông cụ già hiện lên mà nói rằng: "ngày mai ta phải lên thiên đình một ngày (một ngày trên trời bằng một năm dưới trần gian), đây là bức thư, khi nào thật sự cần thiết mới mở ra xem". Nói xong, ông già biến mất. Khi tỉnh dậy, người gác đình thấy một phong thư nằm trong tay mình lấy làm ngạc nhiên bèn mở ra xem nhưng không thấy chữ gì. Sau đó người gác đền cất bức thư vào trong rương. Mấy tháng qua đi, không có gì xảy ra nên người gác đền không còn nhớ đến những lời dặn trong giấc mộng. Một hôm có một trận cuồng phong kéo theo dịch bệnh lây lan trong dân chúng làm nhiều người trong làng chết. Đến lượt người gác đền cũng bị bệnh cho đến khi không còn chịu đựng được nữa ông mới nhớ đến bức thư trước đây. Ông liền mở ra xem thì thấy trong thư có ghi " bùa dán cổng đền, thuốc tại chân tượng". Phía trong bức thư có một lá bùa ông đem dán ở trên cổng đền. Sau đó ông đến sau chân tượng thần hoàng làng Long Đống thì thấy một cái rương lớn, mở ra thấy trong rương đầy thuốc và chỉ dẫn dùng. Ông liền đem thuốc chia cho dân làng, chỉ trong 5 ngày nhiều người được cứu sống, tai họa lui dần. Dân chúng rất đỗi vui mừng. Ghi tạc công ơn của thần hoàng làng không bao giờ quên được.
Sau này khi thấy sự sinh sôi phát triển của làng Long Đống ngày một sung túc hưng thịnh nên có một ông quan huyện họ Đặng xuống phê bút nghi tên làng là " Long Đống", tuy nhiên chữ "Long 龍" nghĩa là "rồng" được thay bằng chữ "Long 隆" nghĩa là "hưng thịnh, trịnh trọng"; khi đó tên làng mang một ý nghĩa mới là "Long Đống tức là trụ cột của sự hưng thịnh".